# Atenas Gutiérrez
Atenas Angélica Gutiérrez Guzmán (Coatzacoalcos, 5 de outubro de 2000) é uma jogadora de voleibol de praia mexicana. 

## Carreira
Em 2018, formou dupla com Karla Romero Valdez conquistou o terceiro lugar no Campeonato Sub-19 da Zona Central em Havana e assim qualificaram para Jogos Olímpicos de Verão da Juventude de 2018 em Buenos Aires e terminaram na nona posição nos referidos jogos.Ainda em 2018, estrearam juntas no Circuito Mundial, no torneio três estrelas de Chetumal e terminaram no décimo sétimo lugar. No ano de 2019, esteve ao lado de Silvia Emily Herdrick no torneio quatro estrelas de Chetumal, alcançando o vigésimo quinto lugar.
Em 2021, ao lado de Esperanza Albarrán estreou no evento I de Cancún, torneio quatro estrelas do Circuito Mundial, ainda disputaram o segundo e o terceiro evento, foram vice-campeãs do Torneio Continental Sub-23 de Vôlei de Praia em Punta Cana e obtiveram a qualificação para os Jogos Pan-Americanos Júnior de 2021 e neste certame conquistaram a medalha de bronze, ainda esteve com Susana Torres no torneio quatro estrelas de Itapema, pelo Circuito Mundial e finalizaram em trigésimo terceiro lugar.
Em 2022, iniciou a temporada ao lado de María Celeste Ibarra, e  disputaram juntas o Challenge de Tlaxcala e terminaram na trigésima terceira colocação, seguindo com a parceria ao lado de María José Quintero no Elite 16 em Rosarito (México) e finalizaram em décimo terceiro lugar.Depois, disputaram o qualificatório para o Mundial de Roma de 2022, realizado em Santo Domingo e obtiveram o quarto lugar na etapa de La Paz (Baja California Sur), já nas etapas do Circuito Mundial, tiveram como melhor resultado o décimo sétimo lugar no Elite 16 de Jūrmala, e terminaram em trigésimo terceiro lugar no Mundial de Roma de 2022. Esteve ainda com María Celeste Ibarra na conquista do quarto lugar na etapa de Punta Cana, mesmo posto obtido no Finals NORCECA de 2022 em Punta Cana, quando atuou ao lado de Abril Flores.
Na jornada de 2023, inicia no Circuito Mundial com Abril Flores, precisamente no Challenge La Paz, terminaram em nono lugar, o décimo terceiro lugar no Elite 16  de Tepic, e conquistaram a primeira medalha ouro no Circuito NORCECA, fato ocorrido na etapa de Aguascalientes e ainda obteve a medalha de prata ao lado de Susana Torres
na etapa de Varadero, depois, retomou a dupla com Abril Flores e obteve a medalha de bronze nos Jogos Centro-Americanos e do Caribe de 2023 em San Salvador e terminaram na trigésima terceira posição na edição do Campeonato Mundial nas cidades de Tlaxcala de Xicohténcatl, Apizaco e Huamantla, e o quinto lugar nos Jogos Pan-Americanos de 2023.

## Títulos e resultados
- Etapa de Aguascalientes do Circuito NORCECA de 2023
- Etapa de Varadero do Circuito NORCECA de 2023
- Finals de Punta Cana do Circuito NORCECA de 2022
- Etapa de Punta Cana do Circuito NORCECA de 2022
- Etapa de La Paz (Baja California Sur) do Circuito NORCECA de 2022